# Хаяси, Окаги
Окаги Хаяси (яп. 林 おかぎ Хаяси Окаги, 2 сентября 1909 — 26 апреля 2025) — японская супердолгожительница, возраст которой подтверждён Группой геронтологических исследований (GRG) и Группой LongeviQuest (LQ). До момента смерти являлась 3-м старейшим живущим человеком в мире и старейшим живым человеком в Японии. Она входит в число 50 старейших верифицированных людей в истории. Её возраст на момент кончины составлял 115 лет 236 дней.

## Биография
Окаги Хаяси родилась в Цумаги (ныне город Токи), префектура Гифу, 2 сентября 1909 года. Её отец работал оптовым торговцем зерном. Получив начальное образование, поступила в среднюю школу для девочек Накацу и одновременно переехала в общежитие средней школы, покинув родительский дом.
В начале двадцатых годов Хаяси вышла замуж за учителя начальной школы. Муж принял фамилию Хаяси. До рождения первого сына пара жила в префектуре Хоккайдо, после чего вернулась в Токи. Там Окаги возглавила семейный бизнес по оптовой торговле зерном, и у супругов родилось в общей сложности девять детей. С середины жизни Хаяси уделяла большое внимание своему здоровью, регулярно употребляя домашний зелёный сок и занимаясь спортом вместе с мужем. Даже в восемьдесят лет она с удовольствием ездила на термальные источники и занималась садоводством со своими школьными друзьями.
Хаяси продолжала заниматься каллиграфией до 90 лет и жила с семьёй в собственном доме, пока ей не исполнилось 105. В сентябре 2019 года она отметила 110-летие, получив статус супердолгожителя. На тот момент у неё было восемь живых детей, 22 внука, 39 правнуков и пять праправнуков. В возрасте 112 лет она всё ещё могла читать газеты и с удовольствием решала головоломки.
Проживала в Цумагитё, город Токи. Умерла от сердечной недостаточности 26 апреля 2025 года в возрасте 115 лет и 236 дней.

## Рекорды долгожителя
- 24 октября 2013 года Хаяси стала старейшим жителем города Токи[8].
- 24 июня 2019 года, после смерти 110-летнего Цуё Вады, она стала самым старым жителем префектуры Гифу.
- 2 сентября 2019 года ей исполнилось 110 лет, и Окаги получила статус супердолгожителя.
- 12 декабря 2023 года стала вторым старейшим живым человеком Японии после смерти Фусы Тацуми.
- 5 апреля 2024 года вошла в число 100 старейших людей в истории.
- 19 августа 2024 года, после смерти Марии Браньяс Мореры, стала 5-м старейшим живущим человеком на Земле.
- 2 сентября 2024 года стала 17-м жителем Японии и 75-м человеком в истории, достигшим 115 лет.
- 29 декабря 2024 года, после смерти 116-летней Томико Итооки, стала 3-м старейшим живущим человеком на Земле и старейшим живущим человеком Японии и Азии[2].
- 5 февраля 2025 года вошла в число 50 старейших людей в истории.